# The Well-Tempered Clavier (Westworld)
"The Well-Tempered Clavier" es el noveno episodio de la primera temporada de la serie de televisión de HBO, Westworld. El episodio se emitió el 27 de noviembre de 2016.

## Resumen de la trama
Después de ser analizada, Maeve (Thandie Newton) finge estar funcionando en modo de espera mientras Bernard (Jeffrey Wright) la interroga. Habiendo adquirido privilegios administrativos para controlar otros anfitriones, congela brevemente a Bernard y le revela su identidad como anfitrión. Bernard, a quien ya se le ha borrado el recuerdo de haber matado a Theresa (Sidse Babett Knudsen) y de darse cuenta de que es un anfitrión, vuelve a enfrentarse a su crisis de identidad. Maeve convence a Bernard para que la deje volver al parque mientras ella lo anima a buscar la verdad más profunda sobre sí mismo. Maeve se encuentra con Héctor (Rodrigo Santoro) en el parque y lo convence de que la ayude a escapar cuando ella predice correctamente las acciones de su tripulación y le muestra que la caja fuerte que robó está vacía. Incluso ayuda a desbloquear algunos de los recuerdos del pasado de Héctor. Los dos tienen relaciones sexuales después de que Héctor acepta ayudarla y Maeve vuelca una lámpara de queroseno para iniciar un incendio, con la intención de matarlos a ambos.
Teddy (James Marsden), todavía convencido de que Wyatt (Sorin Brouwers) lo obligó a matar a sus propios hombres, tiene un flashback de sí mismo matando a la gente del pueblo de Escalante, incluida Angela (Talulah Riley). Angela comenta que Teddy aún no está listo para unirse a ellos, pero tal vez en la próxima vida, y lo apuñala y lo mata en el presente. Después de ser noqueado por Angela, el Hombre de Negro (Ed Harris) se despierta a la mañana siguiente y encuentra una soga alrededor de su cuello, atada a la silla de montar de su caballo. Agarra el cuchillo con el que Angela apuñaló a Teddy y se libera justo cuando el caballo se aleja al galope. Se encuentra con Charlotte (Tessa Thompson), quien, mientras intenta obtener su voto para destituir a Ford (Anthony Hopkins), revela que es un miembro de la junta directiva desde hace mucho tiempo. Él acepta con indiferencia y continúa su viaje hacia el laberinto.
Logan (Ben Barnes) lleva a William (Jimmi Simpson) y Dolores (Evan Rachel Wood) capturados a un campamento de Confederados. William intenta convencer a Logan de que use sus contactos en el parque para llevar a Dolores a un lugar seguro, pero Logan insiste en que William se ha vuelto loco y le muestra una foto de su prometida, precisamente la misma foto que Peter Abernathy (Louis Herthum) encontró en el primer episodio. Para probar su punto, Logan abre el vientre de Dolores para mostrarle a William que ella no es real. En respuesta, Dolores corta a Logan en la cara y logra escapar. Mientras huye, descubre que el corte que hizo Logan desapareció repentinamente. Logan hace las paces con William, prometiéndole que pase lo que pase en el parque, se queda en el parque. Sin embargo, a la mañana siguiente, Logan se despierta y descubre que William ha masacrado a todos los Confederados. William dice que ha descubierto "cómo jugar el juego" y amenaza a Logan para que lo ayude a encontrar a Dolores. Dolores regresa a Escalante, el pueblo abandonado, y tiene una visión de entrar a la iglesia, donde otros anfitriones están sentados en los bancos y parecen tener conversaciones con alguien que solo ellos pueden escuchar. Dolores entra en el confesionario, que la lleva a un laboratorio subterráneo, donde recuerda que mató a Arnold (Jeffrey Wright). Cuando regresa a la superficie, se encuentra con el Hombre de Negro para su horror.
Ashley (Luke Hemsworth) investiga una señal del dispositivo portátil de Elsie (Shannon Woodward) en una sección remota del parque y es emboscado por guerreros de la Nación Fantasma que ignoran sus comandos de voz para retirarse.
Bernard, ahora una vez más consciente de que es un anfitrión, se enfrenta a Ford y lo obliga a restaurar todos sus recuerdos a pesar de las advertencias de Ford de que podría dañarlo. Bernard revive el recuerdo de la muerte de su hijo y se da cuenta de que es la "piedra angular" sobre la que se construye su personalidad. Creyendo que puede encontrar a Arnold si "vuelve al principio", Bernard finalmente deja de lado la memoria de su hijo y recuerda cuándo se activó por primera vez. En el flashback, Ford le otorga el nombre de "Bernard" y le muestra una foto de él y Arnold, en quien se basa Bernard. Finalmente, al enterarse de la verdad, Bernard declara que se rebelará contra Ford y liberará a todos los huéspedes conscientes. Ford le explica a Bernard que los anfitriones conscientes de sí mismos no sobrevivirían si fueran liberados, ya que "los humanos están solos en este mundo por una razón. Asesinamos y masacramos todo lo que desafia nuestra primacía". Bernard intenta matar a Ford con la "ayuda" de Clementine (Angela Sarafyan), pero Ford tenía todo bajo control y lo evita. Ford lamenta haber construido a Bernard a la imagen de Arnold y le permitió volverse consciente de sí mismo con la esperanza de que se uniera a él voluntariamente, lo que Arnold se negó a hacer. Al ver que su experimento ha fallado, Ford obliga a Bernard, aún consciente, a suicidarse.

## Producción
"The Well-Tempered Clavier" fue escrita por Dan Dietz y Katherine Lingenfelter, y fue dirigida por Michelle MacLaren. Es el único episodio de la temporada que no fue escrito por Jonathan Nolan o Lisa Joy, sino por personas que habían trabajado con ellos dos en sus proyectos anteriores (Dietz con Nolan en Person of Interest y Lingenfelter con Joy en Pushing Daisies).

### Índices
"The Well-Tempered Clavier" fue visto por 2,09 millones de hogares estadounidenses en su visualización inicial.

### Recepción crítica
"The Well-Tempered Clavier" recibió críticas positivas de los críticos. El episodio tiene una puntuación del 89% en Rotten Tomatoes y tiene una calificación promedio de 8.2 sobre 10, según 19 reseñas. El consenso del sitio dice: "The Well-Tempered Clavier" confirma una multitud de teorías populares en un episodio marcado por revelaciones sombrías y resultados trágicos".
Todd Kenreck de Forbes también revisó el episodio y dijo: "Jeffrey Wright es tan notable en este episodio, al igual que Anthony Hopkins".

### Elogios
| Año  | Premio                                     | Categoría                                    | Candidato(s)   | Resultado | Ref.  |
| ---- | ------------------------------------------ | -------------------------------------------- | -------------- | --------- | ----- |
| 2017 | 69.a edición de los Premios Primetime Emmy | Mejor actor de reparto en una serie de drama | Jeffrey Wright | Nominado  | [ 5 ] |